# Nabiha Syed
Nabiha Syed est une avocate et dirigeante américaine, spécialisée dans les technologies. Elle est  directrice exécutive de la Fondation Mozilla depuis le 15 mai 2024.
N. Syed était antérieurement directrice générale de The Markup, une startup médiatique axée sur les données. Décrite comme « l'une des meilleures avocates émergentes en matière de liberté d'expression » par le magazine Forbes, elle a été reconnue en 2023, comme une leader transformationnelle dans le domaine des droits civiques dans le domaine numériques par la NAACP.

## Eléments de biographie
Syed est né de parents immigrés venus du Pakistan.
Titulaire d'une bourse Marshall, elle a cofondé la « Media Freedom and Information Access legal clinic »  (clinique juridique pour la liberté des médias et l'accès à l'information) à la faculté de droit de Yale dont elle est diplômée et chercheuse invitée.
Elle a dirigé le service chargé des affaires de diffamation, de confidentialité et de collecte d'informations chez BuzzFeed, une société médiatique mondiale.
Avant cela elle était "First Amendment Fellow" au New York Times .
Syed est aussi professeure adjointe à la Graduate School of Journalism de l'Université Columbia et membre des conseils d'administration de la New York Civil Liberties Union de la New Press et du « Reporters Committee for the Freedom of the Press ». Elle et son travail ont été présentés dans le Yale Law Journal et Vanity Fair.
Sous sa direction, The Markup a publié une enquête révélant qu'un tiers des 100 plus grands hôpitaux des États-Unis partageaient les données personnelles des patients avec Facebook, ce qui a conduit à poursuivre en justice l'entreprise de médias sociaux et plusieurs hôpitaux concernés en vertu de la loi sur la portabilité et la responsabilité de l'assurance maladie.

## Reconnaissance
En 2016, elle a été nommée « 40 Under 40 Rising Star » par le New York Law Journal.
En 2017, elle a été finaliste pour le prix du meilleur jeune avocat de l'année, décerné par l'International Bar Association.
En 2018, elle a reçu le premier prix Rising Star Award du Reporter's Committee for Freedom of the Press.Cette même année, Nabiha Syed a prononcé la "conférence Salant" sur la liberté de la presse à la Harvard Kennedy School.
En 2020, Syed a prononcé le discours d'ouverture de l'université Northeastern.
En 2022, The Markup, sous la direction de Syed, a été reconnue comme l'entreprise la plus innovante par Fast Company (magazine).
En 2023, elle a reçu le Digital Civil Rights Award de la NAACP.